# John N. Mitchell

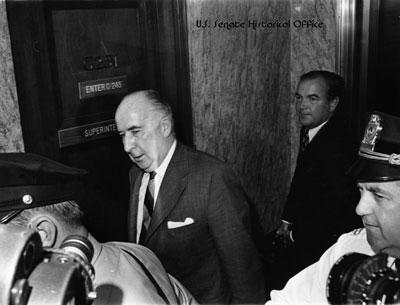
Der ehemalige Generalbundesanwalt der Vereinigten Staaten Mitchell betritt den Senat zur Aussage vor dem Watergate Committee, 1973

John Newton Mitchell (* 15. September 1913 in Detroit, Michigan; † 9. November 1988 in Washington, D.C.) war ein US-amerikanischer Jurist. Er wurde bekannt als Wahlkampfmanager Richard Nixons und als dessen Attorney General sowie durch seine Verstrickung in die Watergate-Affäre.

## Leben
John N. Mitchell wurde in Detroit geboren und wuchs in Long Island, New York auf. Seinen Juraabschluss machte er 1938 an der Fordham University. Bis auf seine dreijährige Armeezeit praktizierte er von 1938 bis 1968 als Jurist in New York.
Richard Nixon lernte Mitchell 1967 kennen. Mitchell arbeitete in der Gemeinschaftskanzlei Nixon, Mudge, Rose, Guthrie, Alexander and Mitchell. Beide wurden Freunde und Mitchell wurde Nixons Wahlkampfmanager. Nachdem Nixon 1968 zum US-Präsidenten gewählt worden war, berief er Mitchell als Justizminister in sein Kabinett, wo dieser bis zu seinem Rücktritt 1972 verblieb. In dieser Eigenschaft ordnete er unter anderem in Fragen der nationalen Sicherheit das Abhören bestimmter Personen/Einrichtungen ohne Gerichtsbeschluss an. Gleichzeitig war er auch der Chef des Komitees zur Wiederwahl des Präsidenten (CRP) und ordnete den Einbruch in das Watergate-Hotel durch die „Klempner“ an.
Für seine Rolle im Watergate-Skandal wurde er am 21. Februar 1975 wegen Verschwörung, Behinderung der Justiz sowie Meineides zu einer mehrjährigen Gefängnisstrafe verurteilt, von der er allerdings nur 19 Monate verbüßte, bevor er auf Bewährung entlassen wurde. Er wurde auf dem Nationalfriedhof Arlington beigesetzt.
Berühmt und berüchtigt waren besonders die öffentlichen Statements seiner Frau Martha. Als sie angab, ihr Mann sei in illegale Machenschaften des Weißen Hauses verwickelt worden, galt sie als psychisch krank. Nach Aufdeckung des Watergate-Skandals stellten sich von ihr aufgestellte Behauptungen als richtig heraus; die falsche Diagnose psychischer Krankheiten (Paranoia etc.) aufgrund als unangenehm empfundener, angeblich oder vermeintlich unzutreffender Aussagen wurde nach ihr als Martha-Mitchell-Effekt bezeichnet. 2022 wurde zu dieser Thematik der Dokumentarfilm The Martha Mitchell Effect veröffentlicht.
In dem Film Nixon (mit Anthony Hopkins als Nixon) von 1995 wurde Mitchell durch E. G. Marshall dargestellt. In der Fernsehserie Gaslit aus 2022 spielt Sean Penn John N. Mitchell.